# Diidrouracile deidrogenasi (NAD+)
La diidrouracile deidrogenasi (NAD+) è un enzima appartenente alla classe delle ossidoreduttasi, che catalizza la seguente reazione:
5,6-diidrouracile + NAD+ ⇄ uracile + NADH + H+